# Mark Bult
Mark Bult (Emmen, 7 september 1982) is een voormalig Nederlands handballer. Bult kwam gedurende zijn handbalcarrière voornamelijk uit in Duitsland. Daarnaast kwam hij uit voor het Nederlands handbalteam. In 2017 stopte hij met handballen en werd hij assistent-trainer bij zijn voormalige team SG Flensburg-Handewitt.